# Anopheles liangshanensis
Anopheles liangshanensis este o specie de țânțari din genul Anopheles, descrisă de Kang, Tan și Cao în anul 1984. Conform Catalogue of Life specia Anopheles liangshanensis nu are subspecii cunoscute.